# Bernard Destremau
Bernard Destremau (Paris, 11 de Fevereiro de 917 - Paris, 6 de junho de 2002) foi um tenista profissional francês.
Foi o vencedor de dois torneios de Roland Garros em 1942 e 1941, e durante a Segunda Guerra Mundial estes anos, não são reconhecidos pela Federação Francesa de Tênis.

## Grand Slam finais

### Duplas: 1 título
| Resultado | Ano  | Campeonato       | Parceiro   | Oponentes           | Placar             |
| Campeão   | 1938 | Aberto da França | Yvon Petra | Don Budge Gene Mako | 3–6, 6–3, 9–7, 6–1 |